# Rúrik Gíslason
Rúrik Gíslason (Reykjavík, 25 de fevereiro de 1988), é um futebolista islandês que atua como meio-campista ou atacante. Atualmente, joga pelo SV Sandhausen.